# Pouillot de Hume
 (janvier 2024).
La mise en forme du texte ne suit pas les recommandations de Wikipédia : il faut le « wikifier ».
Les points d'amélioration suivants sont les cas les plus fréquents :
- Les titres sont pré-formatés par le logiciel. Ils ne sont ni en capitales, ni en gras.
- Le texte ne doit pas être écrit en capitales (les noms de famille non plus), ni en gras, ni en italique, ni en « petit »…
- Le gras n'est utilisé que pour surligner le titre de l'article dans l'introduction, une seule fois.
- L'italique est rarement utilisé : mots en langue étrangère, titres d'œuvres, noms de bateaux, etc.
- Les citations ne sont pas en italique mais en corps de texte normal. Elles sont entourées par des guillemets français : « et ».
- Les listes à puces sont à éviter, des paragraphes rédigés étant largement préférés. Les tableaux sont à réserver à la présentation de données structurées (résultats, etc.).
- Les appels de note de bas de page (petits chiffres en exposant, introduits par l'outil «  Source ») sont à placer entre la fin de phrase et le point final[comme ça].
- Les liens internes (vers d'autres articles de Wikipédia) sont à choisir avec parcimonie. Créez des liens vers des articles approfondissant le sujet. Les termes génériques sans rapport avec le sujet sont à éviter, ainsi que les répétitions de liens vers un même terme.
- Les liens externes sont à placer uniquement dans une section « Liens externes », à la fin de l'article. Ces liens sont à choisir avec parcimonie suivant les règles définies. Si un lien sert de source à l'article, son insertion dans le texte est à faire par les notes de bas de page.
- La présentation des références doit suivre les conventions bibliographiques. Il est recommandé d'utiliser les modèles {{Ouvrage}}, {{Chapitre}}, {{Article}}, {{Lien web}} et/ou {{Bibliographie}}. Le mode d'édition visuel peut mettre en forme automatiquement les références.
- Insérer une infobox (cadre d'informations à droite) n'est pas obligatoire pour parachever la mise en page.

Pour une aide détaillée, merci de consulter Aide:Wikification.
Si vous pensez que ces points ont été résolus, vous pouvez retirer ce bandeau et améliorer la mise en forme d'un autre article.
Phylloscopus humei
 

Le Pouillot de Hume (Phylloscopus humei) est un petit pouillot qui se reproduit dans les montagnes de l'Asie intérieure. Il s'agît d'une espèce migratrice qui hiverne principalement en Inde. 
Espèce
Répartition géographique
Synonymes
- Phylloscopus inornatus humei (Brooks, 1878)
- Phylloscopus inornatus mandellii
- Phylloscopus mandellii

Statut de conservation UICN

LC : Préoccupation mineure
Le nom vernaculaire et le nom spécifique humei commémorent Allan Octavian Hume, fonctionnaire britannique et ornithologue basé en Inde. Le nom de genre Phylloscopus vient du grec ancien phullon, " feuille ", et skopos, " chercheur " (de skopeo, " regarder "). Comme la plupart des oiseaux chanteurs similaires, il était autrefois inclus dans l'assemblage des "Fauvettes de l'Ancien Monde", l'ancienne famille des Sylviidae.

## Description
Le pouillot de Hume est l'un des plus petits pouillots. Comme la plupart des autres membres du genre Phylloscopus, il a les parties supérieures verdâtres et les parties inférieures blanc cassé. Avec son long supercilium, la bande de la couronne et les rémiges tertiaires marginées de jaune, ll ressemble beaucoup au pouillot à grands sourcils (P. inornatus). Cependant, elle n'a qu'une seule barre alaire claire proéminente, un faible vestige de la deuxième barre alaire plus courte, et des couleurs globalement plus ternes. La mâchoire inférieure et les pattes sont également foncées.
Son chant est bourdonnant et aigu. La meilleure distinction avec le pouillot à grands sourcils est son cri plus disyllabique. Bien que le pouillot de Hume de l'est et de l'ouest (sous-espèces ssp.mandellii et ssp.humei) présentent déjà des différences notables au niveau de la séquence de l'ADNmt et des cris, leurs chants ne diffèrent pas ; elles ne sont isolées sur le plan de la reproduction que par l'allopatrie et ne sont généralement pas considérées comme des espèces distinctes.

## Écologie et évolution
C'est un oiseau commun des forêts de montagne à des altitudes allant jusqu'à 3 500 m au-dessus du niveau de la mer. Il est présent depuis l'Hindu Kush et le Karakoram à l'est et au nord jusqu'au Tien Shan en Chine et aux monts Altay en Mongolie. La sous-espèce complètement allopatrique mandellii, parfois séparée en tant qu'espèce à part entière, est présente sur le plateau tibétain oriental. Les deux populations migrent à travers l'Himalaya pour hiverner en Inde et dans les régions adjacentes. L'espèce a également été observée dans la région de Kutch.
Ce pouillot est susceptible de vagabonder jusqu'en Europe occidentale, malgré la distance de 3 000 km qui la sépare de ses aires de reproduction, en particulier lors de la migration automnale. C'est un migrateur accidentel rare à la fin de l'automne et en hiver en Grande-Bretagne. En France, bien que relativement régulier (des individus sont observés tous les ans), il s'agit d'une espèce très rare et le nombre d'adultes observés ne dépasse probablement pas les 35. Les adultes non reproducteurs peuvent errer beaucoup en été, la sous-espèce mandellii étant un visiteur estival assez commun des forêts humides montagnardes subtropicales et tempérées du Bhoutan, autour de 2 000-3 500 m au-dessus du niveau de la mer et dominées par le Sapin du Bhoutan (Abies densa) ou par la Pruche de l'Himalaya       (Tsuga dumosa) et les rhododendrons, bien que la sous-espèce ne soit pas une reproductrice régulière dans ce pays.
Il ne s'agît pas d'une espèce farouche, mais son mode de vie arboricole et ses couleurs cryptiques le rendent difficile à observer. Il est constamment en mouvement. Comme la plupart des "fauvettes de l'ancien monde", ce petit passereau est insectivore. Le nid est construit au sol.
Espèce commune dans la majeure partie de son aire de répartition, le pouillot de Hume n'est pas considérée comme menacée par l'UICN.
Elle a récemment été séparée du pouillot à grands sourcils (Phylloscopus inornatus), sur la base de différences dans la morphologie, la bioacoustique et les caractères moléculaires. L'aire de répartition du pouillot de Hume ssp. humei chevauche celle du pouillot à grands sourcils dans l'ouest des monts Sayan, mais les espèces ne s'hybrident apparemment pas. La divergence entre les deux espèces a été provisoirement estimée à 2,5 millions d'années, et celle entre P. h. humei et P. h. mandellii à environ 1 mya.